# Camille de La Forgue de Bellegarde
Marie Camille Armand de La Forgue de Bellegarde, né le 29 mars 1841 à Gap et mort le 23 octobre 1905 à Cellettes, est un cavalier et général français.

## Biographie
Admis à l'école militaire de Saint-Cyr en 1860 dans la promotion du Céleste Empire, il opte pour la cavalerie à sa sortie. Spécialiste talentueux de l'équitation, il est employé comme lieutenant-écuyer à l'école militaire de Saint-Cyr en 1871, puis comme capitaine-écuyer à l'École de cavalerie de Saumur en 1872. Passé écuyer-adjoint à l'École d'application de l'État-major en 1875, il rejoint l'École militaire supérieure comme écuyer à partir de 1878.
Promu chef d'escadron, il est nommé instructeur en chef d'équitation de l'École de cavalerie de Saumur en 1881 et occupe ce poste jusqu'en 1887. Il prend alors le commandement du 2e régiment de hussards jusque 1894. Élevé au grade de général de brigade le 9 octobre 1896, il conclut sa carrière militaire en exerçant les fonctions d'inspecteur général des remontes. Il est nommé commandeur de la Légion d'honneur en 1903.
Il prend sa retraite en 1904 et décède d'une congestion cérébrale l'année suivante.
Il est inhumé au cimetière de Blois-ville à Blois.

## Sources
- Ressource relative à la vie publique :   - base Léonore